# Мамонов, Владимир Фёдорович
Владимир Федорович Мамонов (29 марта 1945, Копейск — 20 февраля 2001, Челябинск) — российский историк, доктор исторических наук, профессор.

## Биография
В 1970 году окончил историко-педагогический факультет Челябинского Государственного педагогического университета (ЧГПУ), работал в вузах Челябинска преподавателем истории. С 1981 по 1988 год заведовал кафедрой в ЧГИФК, в 1990—1994 — в Челябинском государственном университете, а в 1993—1994 являлся деканом социального факультета этого ВУЗа. С 1994 Владимир Федорович был в должности директора Института гуманитарных исследований и заведующим кафедрой истории, социологии и права ЧГПУ.
Мамонов является автором более 160 научных и научно-методических работ по истории: в том числе — восемнадцати монографий. Областью его научных интересов являлись: проблемы теории и методологии исторической науки, история политических партий и общественных движений, история казачества.
В 1991—1994 годах он редактировал журнал «Вестник Челябинского государственного университета», а с 1994 года — журнал «Исторические науки» и «Уржумка». Под редакцией Владимира Федоровича изданы сборники документов «Путь к многопартийности» (части первая и вторая), «Программные документы политических партий и организаций России (XIX—XX века)» и ряд других. Он также руководил аспирантурой и был автором учебников и учебных пособий по истории и культурологии.

## Произведения
- К творчеству нового. Свердловск, 1988.
- История казачества России. Т. 1. Екатеринбург; Челябинск, 1995.
- Кризис и историческая наука: Проблемы теории, методологии, методики. Челябинск, 1997.
- В дни мятежей и смут кровавых: Казачество во время Смуты в Московском государстве на рубеже XVI—VII веков. Челябинск, 1999.
- История Урала. Часть 1 / Под ред. В. Ф. Мамонова. Челябинск, 2000[1].